# 제64회 베를린 국제 영화제
제64회 베를린 국제 영화제는 2014년 2월 6일에 열린 시상식이다.

## 수상 및 후보

### 황금곰상
- 백일염화 - 디아오 이난 수상

### 은곰상:심사위원대상
- 그랜드 부다페스트 호텔 - 웨스 앤더슨 수상

### 은곰상:심사위원상
- 라보랏 - 기욤 케일루 수상

### 은곰상:감독상
- 보이후드 - 리처드 링클레이터 수상

### 은곰상:여자연기자상
- 작은 집 - 쿠로키 하루 수상

### 은곰상:남자연기자상
- 백일염화 - 리아오 판 수상

### 은곰상:각본상
- 스테이션스 오브 더 크로스 - 디트리히 브뤼게만 수상

### 은곰상:예술공헌상
- 블라인드 마사지 - 증검 수상

### 황금곰상:단편영화상
- 애즈 롱 애즈 샷건스 리메인 - 캐롤린 포기 외 1명 수상

### 은곰상:알프레드 바우어상
- 사랑은 마시고 노래하며 - 알랭 레네 수상

### 유럽단편영화상
- 타프로바나 - 가브리엘 아브란테스 수상

### 베를린카메라상
- 칼 바움가트너 수상

### 수정곰상(제너레이션 14플러스)
- 52 튜스데이즈 - 소피 하이드 수상

### 수정곰상(제너레이션 14플러스) 작품상 특별언급
- 아크틱 - 가브리 벨라즈쿠에즈 수상
- 더 뮤지컬 - 닐 트리페트 수상

### 수정곰상(제너레이션 14플러스) 단편영화
- 마이크 - 페트로스 실베스트로스 수상

### 대상(제너레이션 14플러스) 국제심사위원
- Violet - Bas Devos 수상

### 특별상(제너레이션 14플러스) 국제심사위원
- 윈터 모닝 - 사카리스 스토라 수상

### 특별상(제너레이션 14플러스) 국제심사위원 - 특별언급
- 아인쉬타인과 아인쉬타인 - 초보평 수상
- Son - Kristoffer Kiorboe 수상

### 수정곰상(제너레이션 K플러스) 작품상
- 킬라 - 애비나쉬 아런 수상

### 수정곰상(제너레이션 K플러스) 작품상 특별언급
- 조이 오브 맨즈 디자이어링 - 스기타 마사카즈 수상

### 수정곰상(제너레이션 K플러스) 단편영화
- 콩나물 - 윤가은 수상

### 수정곰상(제너레이션 K플러스) 단편영화 특별언급
- Sepatu Baru - Aditya Ahmad 수상

### 대상(제너레이션 K플러스) 국제심사위원
- 내츄럴 사이언시즈 - 마티아스 루체시 수상

### 특별상(제너레이션 K플러스) 국제심사위원
- 마이 오운 퍼스널 무스 - 레오니드 스멜코브 수상

### 특별상(제너레이션 K플러스) 국제심사위원 - 특별언급
- 킬라 - 애비나쉬 아런 수상
- away - Roland Ferge 수상

### DAAD 단편영화상
- 펄슨 투 펄슨 - 더스틴 가이 디파 수상

### UIP베를린상
- 논픽션 다이어리 - 정윤석 수상
- 철의 꿈 - 박경근 수상

### 경쟁부문
- '71 - 얀 디맨지
- 어로프트 - 클로디아 로사
- 비러브드 시스터즈 - 도미닉 그래프
- 블랙 콜 - 디아오 이난
- 블라인드 마사지 - 로예
- 보이후드 - 리처드 링클레이터
- 더 그랜드 부다페스트 호텔 - 웨스 앤더슨
- 히스토리 오브 피어 - 벤자민 나이스타트
- 인비트윈 월즈 - 페오 알라다그
- 인 오더 오브 디서피어런스 - 한스 페터 몰란트
- 잭 - 에드워드 버거
- 사랑은 마시고 노래하며 - 알랭 레네
- 작은 집 - 야마다 요지
- 마콘도 - 수다베 모르테자이
- 무인구 - 닝 하오
- 프라이아 도 푸투로 - 카림 아이누즈
- 스테이션스 오브 더 크로스 - 디트리히 브뤼게만
- 스트라토스 - 야니스 에코노미디스
- 더 서드 사이드 오브 더 리버 - 셀리나 무르가
- 투 멘 인 타운 - 라시드 부샤렙
- 더 뮤지컬 - 닐 트리페트
- 스테이션스 오브 더 크로스 - 디트리히 브뤼게만

### 비경쟁부문
- 라 벨 & 라 베테 - 크리스토프 갱스
- 모뉴먼츠 맨 : 세기의 작전 - 조지 클루니
- 님포마니악 - 라스 폰 트리에

### 단편 경쟁부문
- 마크 제이콥스 - 샘 드 종
- 심포니 넘버 42 - 레카 부시
- 버즈 - 울루 번
- 어 파라다이스 - 제이샤 파텔
- 타프로바나 - 가브리엘 아브란테스
- Im Tekhayekh, Ha'Olam Yekhayekh Elekha - Ehab Tarabieh 외 2명
- 더 화이트 로지스 - 디오고 코스타 아마란테
- 쓰리 스톤즈 포 제닛 - 프리더 슐라이흐
- 더 빅 하우스 - 줄리엣 토우인
- 원더 - 미즈에 미라이
- 다크룸 - 빌리 로이즈
- 워싱토니아 - 콘스탄티나 캇츠마니
- 아프로너츠 - 프란세스 보도모
- 아이 캔 온리 쇼 유 더 컬러 - 페르난도 빌체즈 로드리게즈
- 스카이 라인스 - 나딘 폴라인
- 투 다이 하트 - 에바 보르세비치
- 샐러드 데이즈 - 올리아스 바르코
- 옴 아미라 - 나지 이스마일
- 라보랏 - 기욤 케일루
- 애즈 롱 애즈 샷건스 리메인 - 캐롤린 포기 외 1명
- 제노스 - 마디 플레이펠
- 옵티컬 사운드 - 엘크 그로엔 외 1명
- 가마쿠라 - 요리코 미즈시리
- 펄슨 투 펄슨 - 더스틴 가이 디파
- Noye's Fludde - Unogumbe - 마크 돈포드 메이

### 독일영화전망
- 아마 앤 아파 - 프란지스카 쇼넨베르거 외 1명
- 보스테리 비니스 더 윌 - 레빈 허브너
- 플라워스 오브 프리덤 - 미잠 루즈
- 더 블루 카 - 발레리 하이네
- 애니웨어 엘스 - 에스터 암라미
- 마이 브라더즈 키퍼 - 막시밀리안 레오
- 러브 스테이크 - 제이콥 라스
- 스페이스맨 - 게오르그 노넨마커
- 포그 - 니콜 푀겔
- Szenario - Philip Widmann 외 1명
- Die Unschuldigen - Oskar Sulowski

### 포럼부문
- Another Colour TV - The Youngrrr
- 마운트 송 - 샴바비 카울
- Leaves fall in all seasons - Ahmed Mater
- 10분 - 이용승
- 실라 - 사오다트 이스마일로바
- 철의 꿈 - 박경근
- 디 에어스트립-디캠프먼트 오브 모더니즘, 파트III - 헤인즈 에미그홀즈
- Und in der Mitte, da sind wir - Sebastian Brameshuber
- 아스타 업셋 - 맥스 린즈
- 앳 홈 - 아산나시오스 카란니콜라스
- 르 보우 덴저 - 르네 프롤케
- 블라인드 데이트 - 르반 코구아슈빌리
- 버터 온 더 래치 - 조세핀 데커
- 카스타냐 - 다비 프레토
- 더 다크사이드 - 워윅 쏜톤
- 도터스 - 마리아 스페트
- DMD KIU LIDT - 게오르그 틸러
- 더 포레스트 이즈 라이크 더 마운틴스 - 크리스틴 슈미트 외 1명
- 포르마 - 사카모토 아유미
- 프리 레인지 - 베이코 오운푸
- 가쉬람 코트월 - 마니 카울 외 1명
- 더 그레이트 뮤지엄 - 요하네스 홀즈하우젠
- 더 게스츠 - 켄 제이콥스
- 가이드라인스 - 장-프랑수아 카이시
- 홈 스위트 홈 - 나카무라 노보루
- 더 아너 키퍼 - 푸쉬펜드라 싱
- 이라니엔 - 메흐란 타마돈
- Prabhat pheri - Jessica Sadana 외 1명
- 조이 오브 맨즈 디자이어링 - 드니 코테
- The Kidnapping of Michel Houellebecq - 기욤 니클루
- 쿠미코, 더 트레져 헌터 - 데이비드 젤너
- 로스앤젤레스 - 다미안 존 하퍼
- 나기마 - 잔나 이사바예바
- 논픽션 다이어리 - 정윤석
- 엔 - 더 매드니스 오브 리즌 - 피터 크루거
- 후바 - 빌헬름 세스널 외 1명
- 센트 오브 레볼루션 - 바이올라 샤픽
- 카세 - 나디지 트레블
- 씨버너스 - 멜리사 오넬
- 더 세컨 게임 - 코르넬리우 포룸보이우
- 섀도우 데이즈 - 자오 다용
- 샤먼스 오브 더 블라인드 컨트리 - 마이클 오피츠
- 밤의 편린 - 나카무라 노보루
- 쉬즈 로스트 컨트롤 - 안야 마쿼트
- Souvenir - Andre Siegers
- 더 스퀘어 - 젠느 누젬
- 텐더 아 더 피트 - 마웅 운나
- 다우 워스트 마일드 앤 러블리 - 조세핀 데커
- 탑 걸 오더 라 디포매이션 프로페셔널 - 타타나 투란스키
- 싱가포르에게, 사랑을 담아 - 탄 핀핀
- 벨벳 테러리스트 - 이반 오스트로초브스키 외 1명
- 웬 잇 레인스, 잇 푸어스 - 나카무라 노보루
- 23rd August 2008 - 로라 멀비 외 2명
- Wie aus der Ferne - Dani Gal
- Behind the Sun - Monira Al Qadiri
- Bim, Bam, Boom, Las Luchas Morenas - 마리 로지에
- Blood Earth - Kush Badhwar
- Fluch der Medea - 브라웬 옥파코
- Everything That Rises Must Converge - 오메르 파스트
- Ausstellung: In the Similkameen - 타일러 헤이건
- 페르난도 후 리시브드 어 버드 프롬 더 씨 - 펠리페 브라간카 외 1명
- Ausstellung: Fictions and Futures #1 - Happiness in the Abstract - Minze Tummescheidt 외 1명
- umsonst - Stephan Geene
- 프롬 비하인드 오브 더 모뉴먼트 - 야스미나 메트웰리
- Half Step - Joe Namy
- 인페르노 - 야엘 바르타나
- Jack et la mecanique du coeur - Mathias Malzieu 외 1명
- 설국열차 - 봉준호

### 파노라마부문
- 20,000 데이즈 온 얼스 - 이아인 포사이스 외 1명
- Nuoc - 민 뉴엔보
- 앤더슨 - 아네카트린 헨델
- 어나더 월드 - 레베카 체이클린 외 1명
- 더 베러 앤젤스 - A.J. 에드워즈
- 블라인드 - 에실 보그트
- 브라이즈 - 티나틴 카리쉬빌리
- 캘버리 - 존 마이클 맥도나프
- 더 써클 - 슈테판 하우트
- 컨서닝 바이얼런스 - 요란 올손
- 크랙스 인 콘크리트 - 우무트 다그
- 더 디센트 원 - 베네사 라파
- 디프렛 - 제레자네이 버헤인 머하리
- 더 도그 - 프랑소와 커러드렌 외 1명
- 파인딩 비비안 마이어 - 찰리 시스켈 외 1명
- Fucking different XXY - diverse
- 구에로스 - 알론소 루이즈팔라시오스
- 해피 투 비 디퍼런트 - 지아니 아멜리오
- 하이웨이 - 임티아즈 알리
- 홈랜드 - 나오 쿠보타
- 이카루스 - 하이너 카로프
- 아이스 포이즌 - 미디 지
- 이프 유 돈트, 아이 윌 - 소피 필리에
- 아임 낫 앵그리! - 레자 도르미시안
- 이즈 더 맨 후 이즈 톨 해피?: 언 애니메이티드 컨버세이션 위드 노암 촘스키 - 미셸 공드리
- 시 유 - 차이밍량
- 더 램브 - 쿠툴룩 아타만
- 비하르사로크 - 아담 크사지
- 라스트 하이잭 - 토미 팰로타 외 1명
- 러브 이즈 스트레인지 - 아이라 잭스
- 맨 오브 더 크라우드 - 마르셀로 고메스
- Mario Wirz - 로자 폰 프라운하임
- 피버 - 엘피 미케스크
- 더 미드나잇 애프터 - 프룻 첸
- 마이 마더, 어 워 앤 미 - 타마라 트램프 외 1명
- 내츄럴 레지스탕스 - 조나단 노지터
- YE - Zhou Hao
- 야간비행 - 이송희일
- 파필리오 부다 - 자얀 체리언
- 퀵 체인지 - 에두아르도 로이 주니어
- 콰이어트 블리스 - 에도아도 윈스피어
- 더 라이스 봄버 - 조리
- 스탠딩 어사이드, 왓칭 - 요르고스 세르베테스
- 스테레오 - 막시밀리언 엘렌바인
- 슈퍼리고스 - 벤야민 하이젠베르크
- 테스트 - 크리스 메이슨 존슨
- 마경 - 임초현
- 띵스 피플 두 - 사 클레인
- 쓰루 어 렌즈 다클리:블랙 포토그래퍼스 앤 더 이멀전스 오브 어 피플 - 토마스 알렌 해리스
- 트립틱 - 로버트 르페이지 외 1명
- Unfriend - Joselito Altarejos
- Vulva 3.0 - Claudia Richarz 외 1명
- 더 웨이 히 룩스 - 다니엘 리베이로
- 이브 생 로랑 - 자릴 라스페르

### 제너레이션 케이플러스
- 마이크 - 페트로스 실베스트로스
- Eleven - Abigail Greenwood
- 마이 오운 퍼스널 무스 - 레오니드 스멜코브
- Proavlio - 리니오 드라가사키
- 솔리션 - 히라바야시 이사무
- Pigs - Laura Mohai
- 3 인디언 테일스 - 로베르 모랭
- 52 튜스데이즈 - 소피 하이드
- 어보브 어스 올 - 유제니 얀센
- Midden in de Winternacht - 로렌스 블록
- 아크틱 - 가브리 벨라즈쿠에즈
- 아틀란티다 - 이네스 마리아 바리오누에보
- Tante Hilda! - 자크 레미 제랄드
- 비욘드 비욘드 - 에스벤 토프트 야콥슨
- Mavi Dalga - Zeynep Dadak 외 1명
- 브로큰 힐 블루스 - 소피아 놀린
- Were Denge Min - Huseyin Karabey
- MGP 미시온 - 마틴 마이히-레나드
- 아인쉬타인과 아인쉬타인 - 초보평
- Finn - 프랜즈 웰츠
- Killa - Avinash Arun
- 갈로어 - 라이스 그레이엄
- 갓 헬프 더 걸 - 스튜어트 머독
- 홀리데이 - 디에고 아라우조
- 조이 오브 맨즈 디자이어링 - 스기타 마사카즈
- 내츄럴 사이언시즈 - 마티아스 루체시
- 윈터 모닝 - 사카리스 스토라
- 스쿨야드 - 리니오 드라가사키
- Seagulls - Martin Smith
- 이븐 카우보이즈 겟 투 크라이 - 미스 페이넨버그
- 스노우블라인드 - 숀 크룩
- 칼레 크란 - 요한 하겔백
- 콩나물 - 윤가은
- 리틀 루디 - 다체 리두즈
- 숲속 친구들 - 에바 린드스트롬
- 바사 - 야니스 시메르마니스
- 익스체인지 & 마트 - 카라 코놀리 외 1명
- 더 고트 - 존 트렌고브
- 리좀 - 마사히로 오오스카
- 올드 문 - 라이사 보닛
- Tits - 알렉스 윙클러
- Son - Kristoffer Kiorboe
- Agri ve Dag - Hasan Serin
- Rangzen - Gaurav Saxena
- Nain Geant - Fabienne Giezendanner
- Eu nao digo adeus, digo ate logo - Giuliana Monteiro
- Hijos de la tierra - Diego Sarmiento
- el - Roland Ferge
- Out of This World - Viktor Nordenskiold
- The Dam Keeper - Robert Kondod 외 1명
- Sepatu Baru - Aditya Ahmad
- Somos Mari Pepa - Samuel Kishi Leopo
- 슈퍼노바 - 타마르 반 덴 도프
- Violet - Bas Devos
- 왓 위 두 인 더 섀도우즈 - 타이카 코엔 외 1명
- 사우스 이즈 낫씽 - 파비오 몰로
- 더 워드 - 안나 카제약